# 치도모
인도네시아의 마차 수레는 도카르, 시도모, 델만, 안동 등 다양한 지역 이름을 가지고 있다. 도카르는 주로 발리에서 사용되며, 시도모는 롬복에서 사용된다. 이 마차들은 한 마리의 말에 의해 끌어지며, 마구에는 술과 종이 달려 화려하게 장식되어 있다. 시도모는 공기압 타이어를 사용하며, 다른 대부분의 마차들은 나무 바퀴를 사용한다. 대부분의 마차는 최대 4명까지 앉을 수 있으며, 뒤쪽에 두 개의 긴 벤치 좌석이 있어 승객들이 서로 마주보며, 뒤쪽에서 탑승한다.
인도네시아의 마차 수송은 매우 느리며 도시의 교통 체증에 기여한다. 말똥은 도시에서 문제가 되며, 인도네시아 정부는 마부들에게 스스로 청소하거나 면허 정지를 당할 수 있다고 촉구했다. 일부 사람들은 많은 말들이 영양실조에 시달리고, 장시간 일하며, 탈수 증상을 보이고, 때로는 마부들에게 구타를 당하기도 하여 말의 복지에 대해 우려하고 있다. 덴파사르의 인구 증가로 인해 오토바이가 도카르를 사실상 쓸모없게 만들었다.

인도네시아의 마차 수레
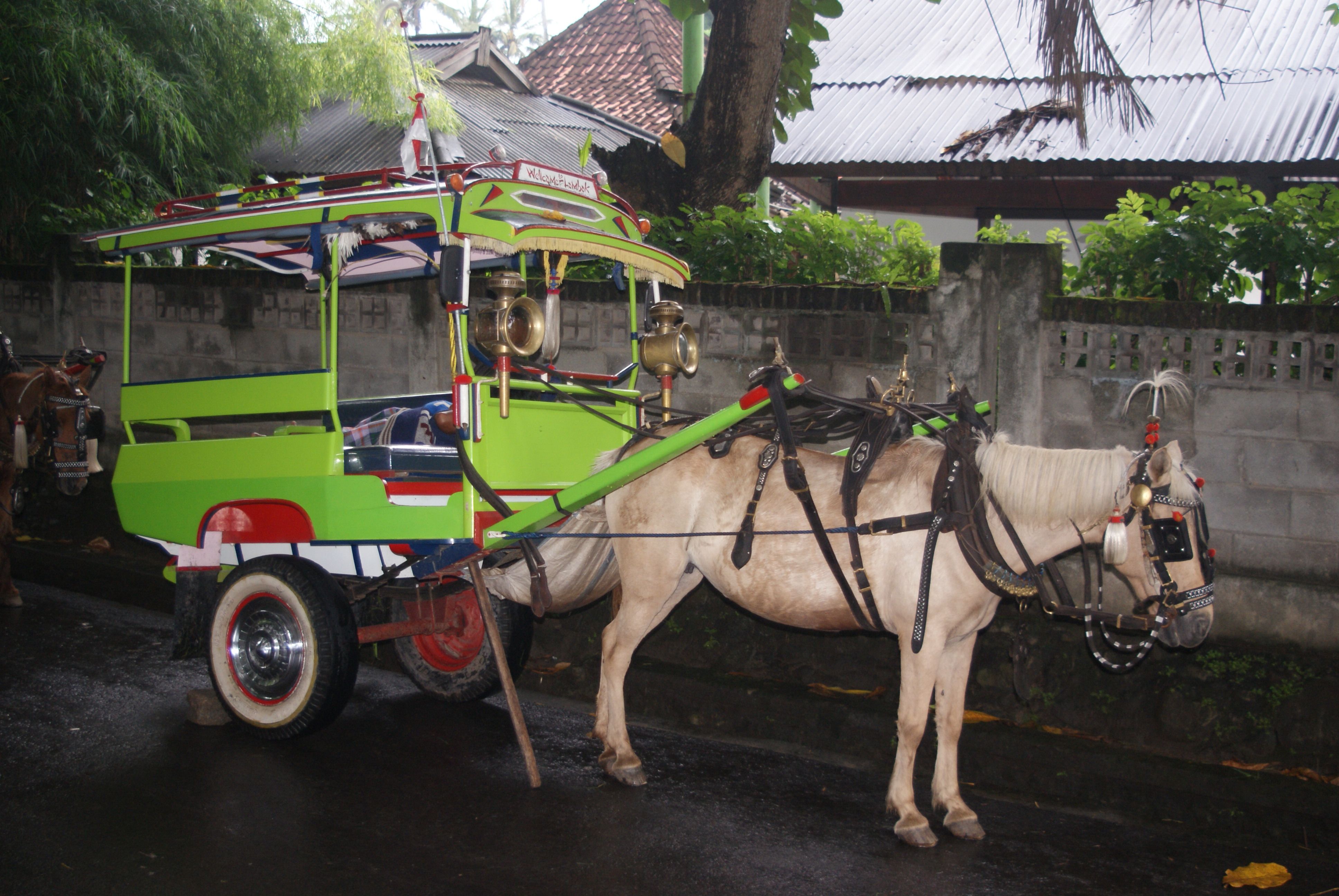
셍기기 해변, 롬복의 시도모
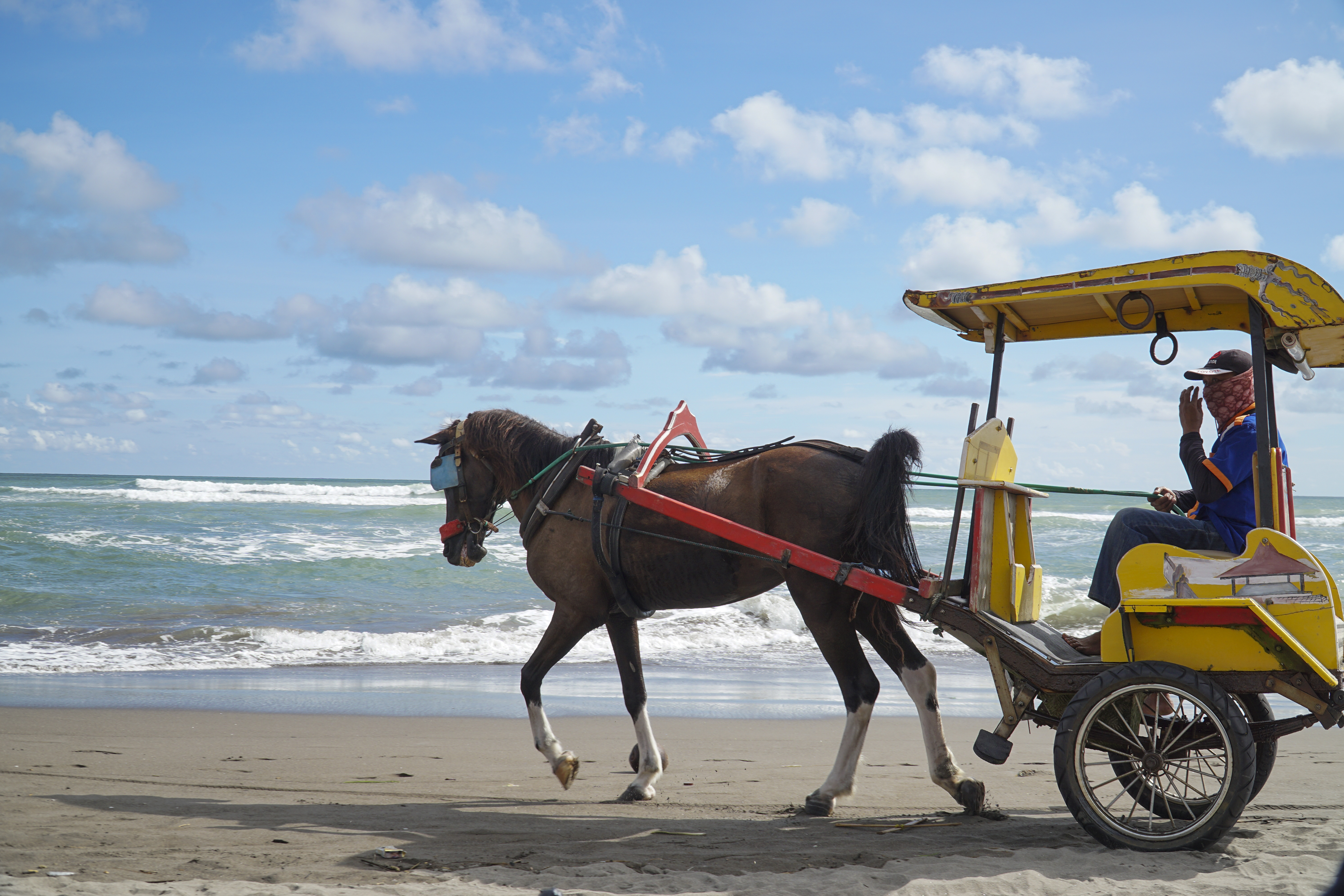
욕야카르타의 도카르
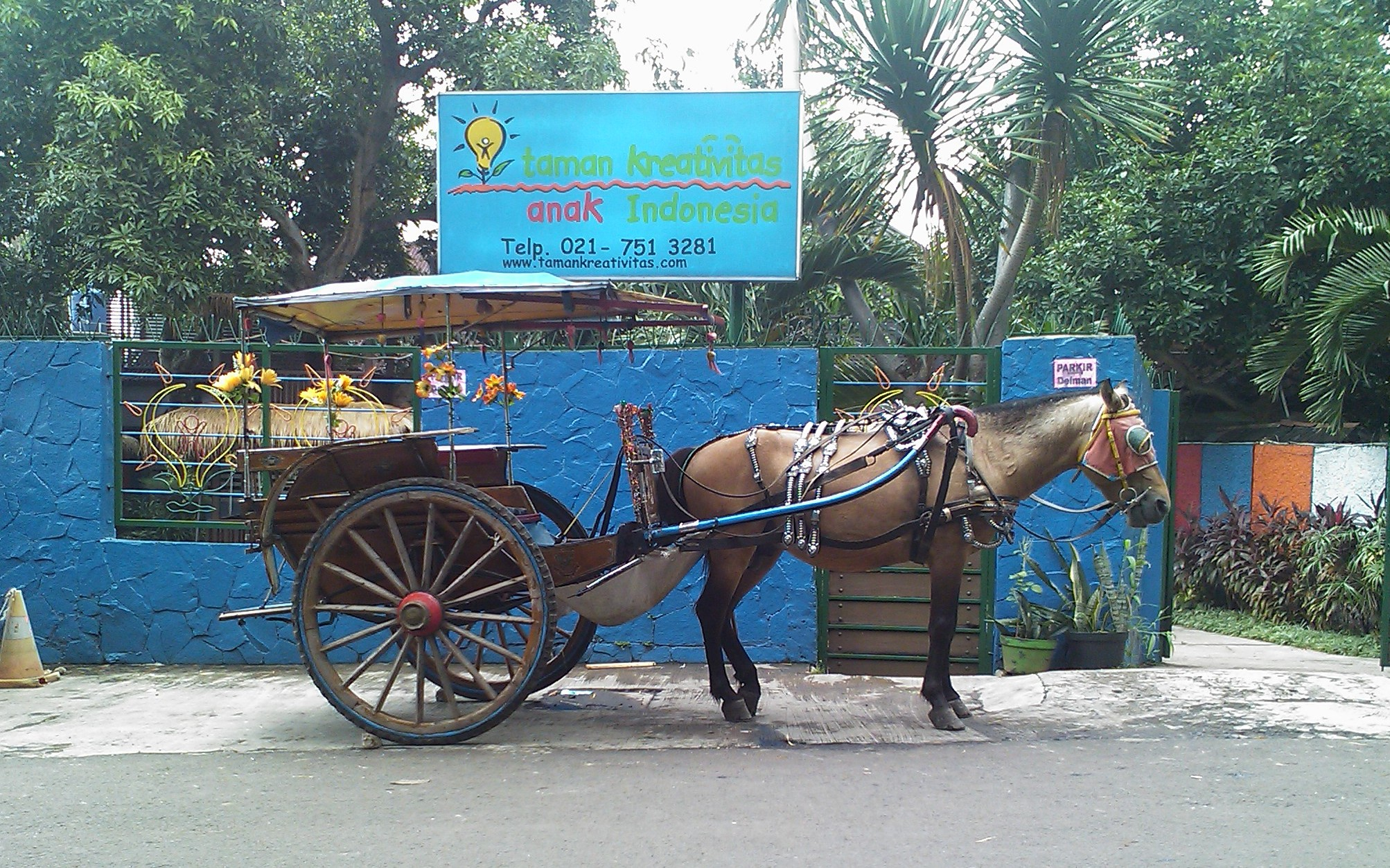
자카르타의 델만
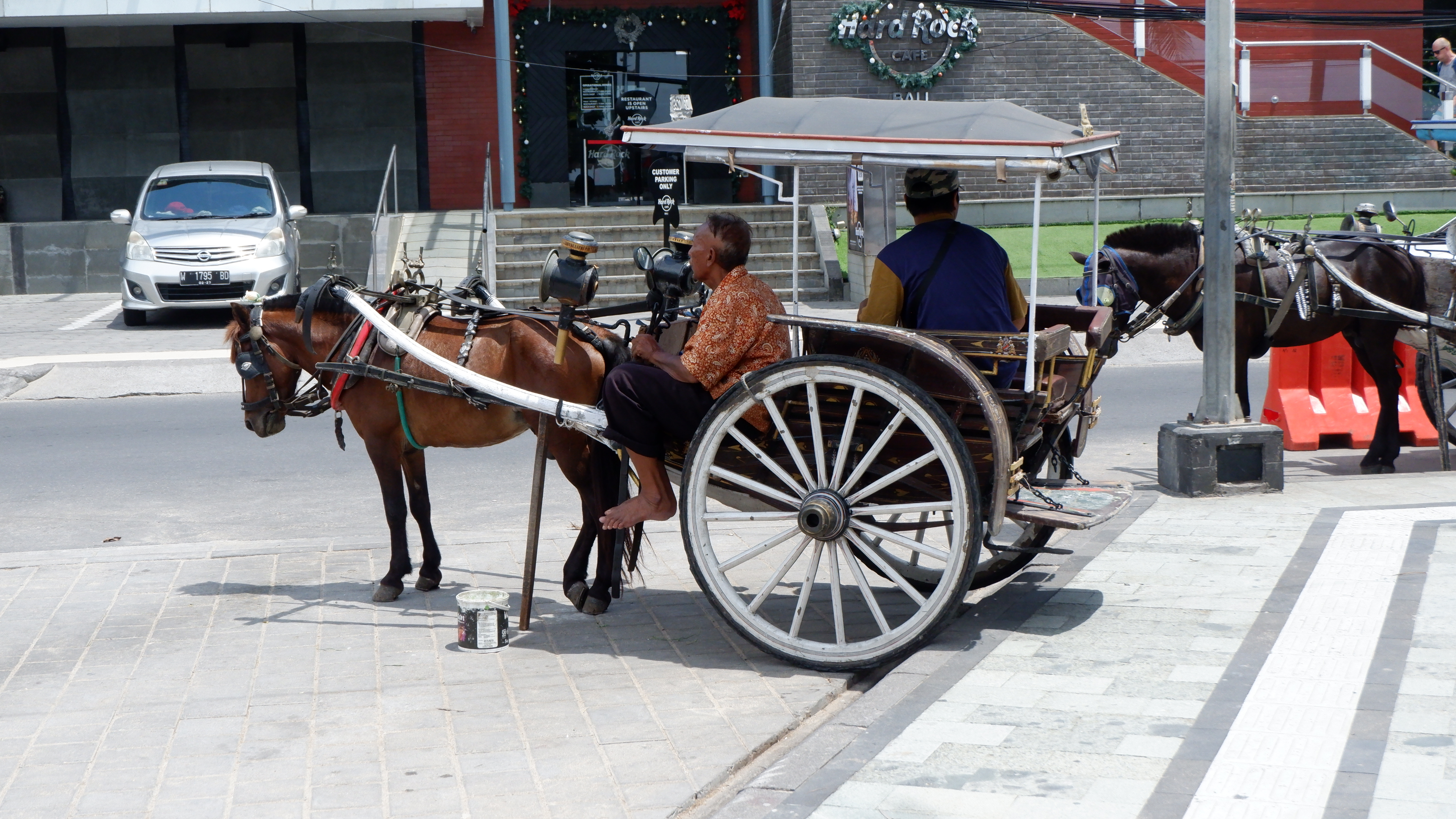
꾸따 해변, 발리의 안동
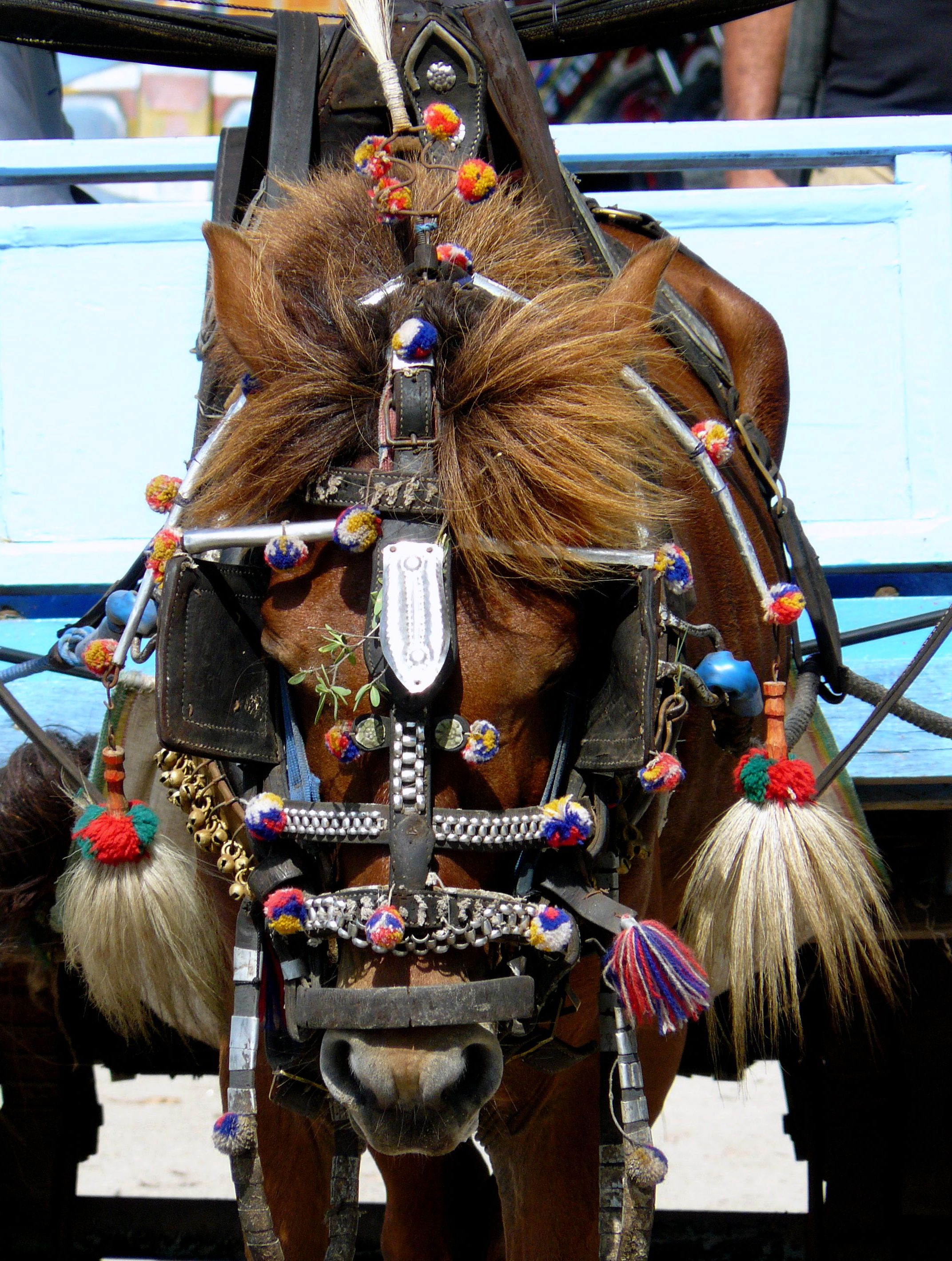
술과 종으로 장식된 굴레

## 같이 보기
- 롬복 말